# Craig Buck
Craig Werner Buck est un joueur américain de volley-ball né le 24 août 1958 à Los Angeles. Il mesure 2,03 m et jouait central.

## Clubs
| Club               | De        | À         |
| ------------------ | --------- | --------- |
| Marconi Spolète    | 1988-1989 | 1988-1989 |
| Stade poitevin     | 1989-1990 | 1989-1990 |
| Petrarca Padoue    | 1990-1991 | 1990-1991 |
| Panasonic Panthers | 1991      | 1991      |

## Palmarès

### En clubs
- Championnat NCAA (1)
  - Vainqueur : 1978

### En équipe nationale
- Jeux olympiques (2)
  - Vainqueur : 1984, 1988
- Championnats du monde (1)
  - Vainqueur : 1986
- Championnat d'Amérique du Nord (2)
  - Vainqueur : 1983, 1985
- Coupe du monde (1)
  - Vainqueur : 1985